# ژوست فونتن

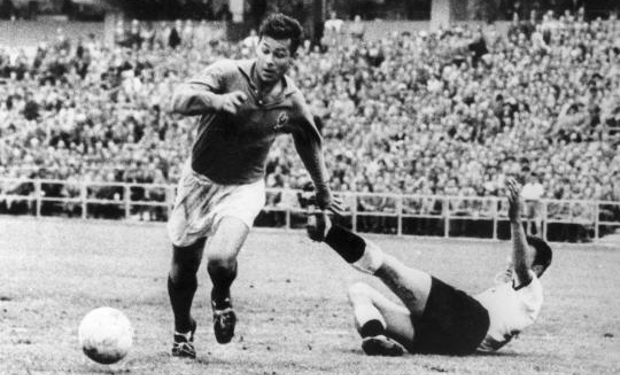
فونتن در تیم ملی فوتبال فرانسه در جام جهانی فوتبال ۱۹۵۸.

ژوست لویی فونتن  (به فرانسوی: Just Louis Fontaine‎؛ زادهٔ ۱۸ اوت ۱۹۳۳ – درگذشتهٔ ۱ مارس ۲۰۲۳) بازیکن فوتبال پیشین اهل فرانسه بود که از سال ۱۹۵۳ تا ۱۹۶۰ میلادی عضو تیم ملی فوتبال فرانسه بوده‌است. وی در ۲۱ بازی ملی حضور داشته‌است و در بازی‌های ملی‌اش ۳۰ گل به ثمر رساند. در سال ۲۰۰۴ میلادی او توسط پله در لیست ۱۲۵ نفری فیفا ۱۰۰ قرار گرفت. فونتن در جام جهانی ۱۹۵۸ سوئد، ۱۳ گل از مجموع ۲۳ گل تیم ملی فوتبال فرانسه را به ثمر رساند و رکوردی را در تعداد گل‌های زده در یک جام جهانی فوتبال از خود بر جای گذاشت که نه پیش از آن دوره کسی موفق به ثبت آن شده بود و نه پس از آن کسی موفق به شکستنش شده‌است.
وی در زمان بازی خود در تیم ملی فرانسه در ۲۱ بازی ۳۰ گل به ثمر رسانده که در تاریخ جزو بهترین رکوردها شناخته می‌شود.

## دوران باشگاهی
فونتن در مراکش در دوران استعمار مراکش توسط فرانسه از پدری فرانسوی و مادری اسپانیایی زاده شده است.
فونتن فوتبال حرفه‌ای را در ۱۹۵۰ با تیم کازابلانکا شروع کرد و در سه سال و ۴۸ بازی موفق به زدن ۶۸ گل شد. او در سال ۱۹۵۳ توسط نیس خریداری شد و در طی سه سال و ۶۹ بازی ۴۳ گل به ثمر رساند. دوران اوج او در استاد رمس رقم می‌خورد. او ۶ سال در این تیم بازی کرد و لیگ یک و همچنین ۲ عنوان آقای گلی فرانسه را کسب کرد. وی همچنین به فینال جام باشگاه‌های اروپا سال ۵۹ رسید و بهترین گلزن آن دوره جام باشگاه اروپا شد اما در فینال از رئال مادرید شکست خوردند. او در این تیم ۱۲۲ گل به ثمر رساند. او یکی از بهترین گلزنان تاریخ استاد رمس است.

## دوران ملی
اکثراً فونتن را با بازی‌های باشگاهی نمی‌شناسند، بلکه او را از گلزنی‌های او در جام جهانی ۱۹۵۸ می‌شناسند و او در این جام ۱۳ گل به ثمر رساند که رکورد بیشترین گل زده در یک تورنومنت جام جهانی است. او تا سال ۱۹۷۴ رکورد دار بیشترین گل زده در جام بود تا اینکه گرد مولر افسانه‌ای رکورد او را شکست. او چهارمین گلزن برتر جام است و نفر دوم از نظر میانگین گل در تمامی بازی‌ها (۲٫۱۷) پس از ساندور کوچیس (۲٫۲۰) است. او ششمین گلزن برتر فرانسه پس از تیری آنری (۵۱) ،الیویه ژیرو (۴۶) ،میشل پلاتینی (۴۱)،دیوید ترزگه(۳۴) و زین‌الدین زیدان (۳۱) با ۳۰ گل است. او قرار نبود در ترکیب تیم ملی فرانسه برای جام جهانی ۵۸ باشد اما مصدومیت هم تیمی اش پیش از جام باعث ورود او به تیم ملی برای جام بود.

## دوران مربیگری
فونتن در ۱۹۶۷ مربیگری تیم ملی فوتبال فرانسه را بر عهده گرفت اما پس از دو شکست پیاپی در بازی‌های دوستانه از تیم ملی کنار گذاشته شد. او بعد مدتی در لوشون مربیگری کرد و پس از آن به پاری سن-ژرمن پیوست و این تیم را به لیگ ۱ آورد. او سابقه مربیگری در تولوز و تیم ملی مراکش را نیز دارد.